# Anisodes gaeta
Anisodes gaeta är en fjärilsart som beskrevs av Swinhoe 1902. Anisodes gaeta ingår i släktet Anisodes och familjen mätare. Inga underarter finns listade i Catalogue of Life.